# Hazara
Gli hazāra sono un gruppo etnico che vive prevalentemente in una regione montuosa dell'Afghanistan centrale, nota come Hazarajat o Hazaristan.

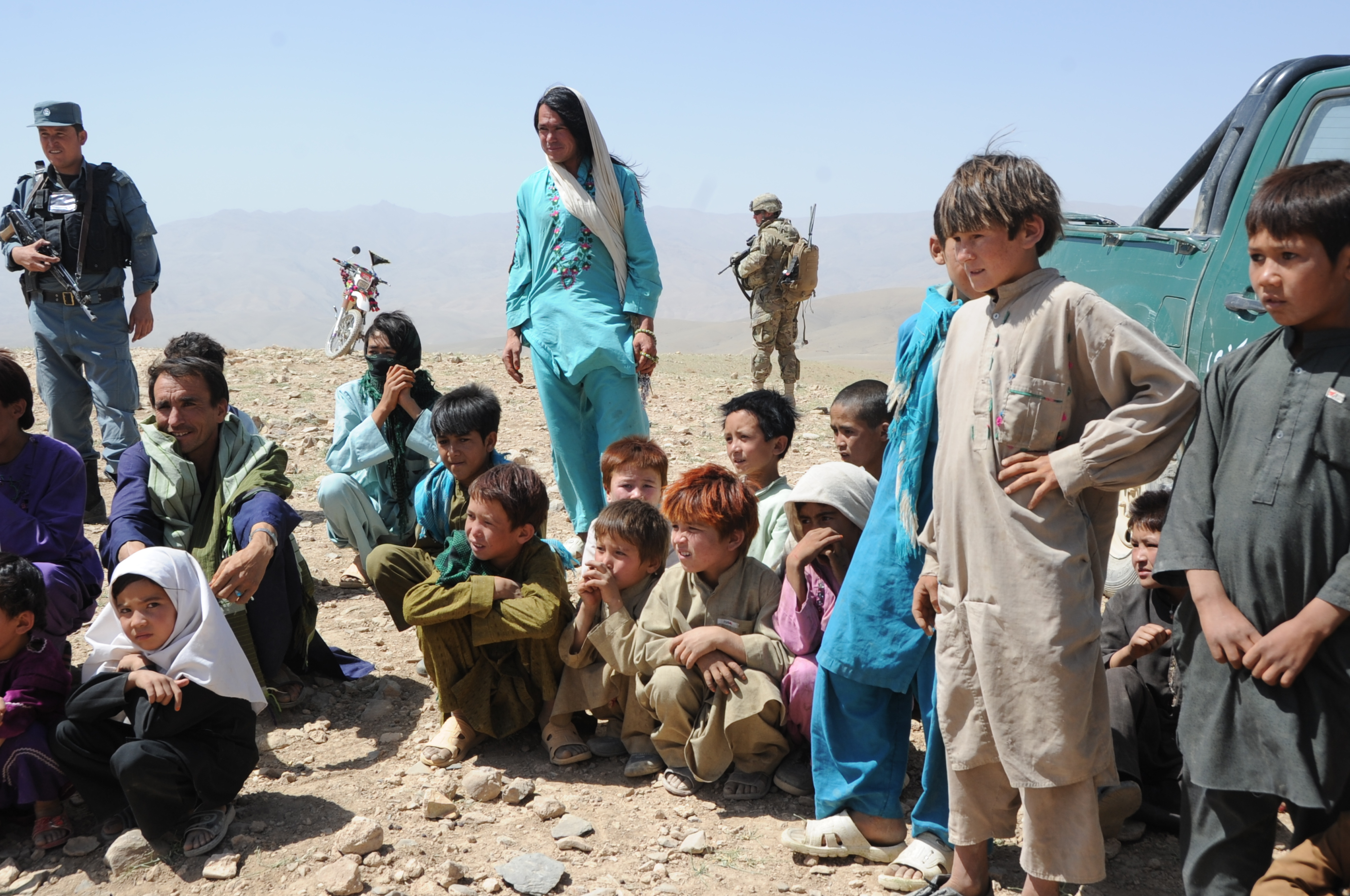
Hazara nella provincia di Daykundi.

Nei secoli scorsi costituivano la maggiore etnia dell'Afghanistan, ma a causa delle continue persecuzioni oggi rappresentano circa il 9% della popolazione afghana (tale stima è comunque approssimativa, dato che da decenni nel Paese non si hanno censimenti accurati). Alcuni hazara, infine, vivono in Pakistan e Iran.
Gli Hazara sono facilmente riconoscibili perché hanno origini mongole e presentano caratteristiche tipicamente asiatiche.

## Storia e origini
Gli hazara sarebbero genti mongole con alcuni apporti caucasoidi, come appare dai tratti somatici. La loro cultura e lingua sono invece autoctone dell'Afghanistan. Secondo la tradizione, gli hazara sarebbero i discendenti dell'armata di Gengis Khan che giunse nell'area nel XII secolo. Secondo altre fonti, essi sarebbero i discendenti dei Kushana, gli antichi abitanti dell'Afghanistan che costruirono i famosi Buddha di Bamiyan; oppure si tratterebbe di genti turche. Stando comunque alla prima teoria, i soldati mongoli si sarebbero stanziati nell'area dopo la dissoluzione dell'impero mongolo e avrebbero così adottato i costumi locali e la religione islamica.
Tuttavia, la "teoria mongola" è contestata da alcuni storici: gli invasori, infatti, avrebbero incontrato la dura resistenza degli abitanti della zona di Bamiyan, i quali dovevano avere tratti asiatici esattamente come gli invasori mongoli: si sarebbe trattato, dunque, di genti di origine uigura-turca, stanziata in Afghanistan già diversi secoli prima dell'arrivo di Gengis Khan. Recentemente, tra l'altro, il "Global Gene Project" ha reso noto che circa un quarto degli hazara del Pakistan, formanti il campione studiato, presenta il cromosoma Y proprio delle genti di Gengis Khan. Del resto, le fonti storiche riportano di una cruenta battaglia combattuta nei pressi di Bamiyan, durante la quale il nipote di Gengis Khan, Motochin, venne ucciso. Gengis, per vendicarne la morte, ordinò di radere al suolo la città, che venne ribattezzata Ma-Obaliq ("Dimora inabitabile").
Dopo la caduta dell'impero degli Il-Khān in Persia, il sovrano safavide Shah Abbas cacciò i Mongoli dalla Persia nel Khorasan (l'attuale Afghanistan). Proprio a quell'epoca risale la prima testimonianza sugli hazara: a parlarne per primi furono gli storici della corte di Shāh ʿAbbās, che distinsero gli hazara stessi dagli Uzbeki e dagli altri abitanti del Khanato Chagatai.
Nel 1893 subirono un genocidio da parte del capo pashtun Abdul Rahman e si stima che il 60% della popolazione Hazara fu sterminato in quella occasione.
Nel 2001, poco prima della distruzione dei Buddha della valle di Bamiyan, gli hazara hanno subito una pulizia etnica da parte dei talebani, che ha fatto scomparire del tutto la comunità fino ad allora presente nella valle.

## Letteratura
All'etnia hazara appartiene Hassan, uno dei due protagonisti del romanzo Il cacciatore di aquiloni scritto da Khaled Hosseini. Fa parte del gruppo etnico hazara anche Enaiatollah Akbari, protagonista del libro Nel mare ci sono i coccodrilli di Fabio Geda.

## Lingua
Gli hazara parlano un dialetto persiano che presenta alcune parole di origine mongola e turca. La lingua hazaragi è dunque considerata una lingua indo-europea e, attualmente, è parlata da circa il 16-20% della popolazione afghana. Molti degli hazara residenti nelle città di Kabul e di Mazar-i Sharif parlano il dari (nome afgano della lingua persiana), mentre gli hazara delle regioni di Dai Kundi e Dai Zangi parlano la variante di hazaragi più ricca di parole mongole. Gli hazara del Pakistan, che vivono in questo paese dal 1890 circa, usano molti prestiti dall'urdu e dall'inglese.

## Religione
Gli hazara sono in gran parte di religione islamica sciita, sebbene alcuni di essi (specie nel nord e nel nord-ovest del paese) siano sunniti o ismailiti.
Spesso risulta difficile distinguere gli hazara sunniti dai tagichi, la cui identità è centrata sulla lingua persiana della quale il Dari hazaragi è un leggero dialetto.

## Politica
Gran parte degli hazara, sin dagli inizi degli anni novanta, appoggia il partito politico noto come Hizb-e Wahdat (Partito dell'unione), il cui leader carismatico Abdul Ali Mazari venne catturato e giustiziato dai talebani. La sua morte, tuttavia, lo ha reso ancora più popolare tra gli hazara.

## Migrazioni
Oltre ad alcune comunità in Pakistan (specialmente a Quetta) e in Iran, molti hazara sono emigrati, per lo più forzatamente a causa delle persecuzioni, in Australia, Canada, Regno Unito e Nord Europa (Danimarca e Svezia).